# Garden Glacier
Der Garden Glacier (dt. „Garten-Gletscher“) ist ein Gletscher im Wenatchee und im Mount Baker-Snoqualmie National Forest im US-Bundesstaat Washington. Der Garden Glacier zerfällt in zwei Abschnitte, die sich an den Süd- und Osthängen des Sinister Peak befinden. Der Gletscher liegt an der ursprünglichen Route des ersten Aufstiegs auf den Sinister Peak von 1939.:246–248 Der Garden Glacier erstreckt sich von etwa 7.800 ft (2.377 m) bis etwa 7.000 ft (2.134 m) Höhe und endet in Eisstürzen und auf blankem Fels. Der Garden Glacier ist durch einen Gebirgsgrat vom Chickamin-Gletscher im Norden getrennt.